# رجل- V
في ألمانيا، يُعد رجل - V أو V-رجل
( Vertrauensmann ، V-Person ، V-Frau ، V-Leute يُختصر "في مان" ، وفي النمسا أيضًا Konfident )، في جهاز المخابرات الفيدرالية ، أحد المقربين من القطاع الخاص والذي يعد تعاونه المنتظم وطويل الأمد بمثابة مصدر بشري من الشرطة أو الخدمة الصحفية أو الجمارك، يجمع في هذه الوظيفة المعلومات التي تهم العميل المعني، بما في ذلك البيانات الشخصية [[ويكيبيديا:أسلوب موسوعي|[لا واضح]]] . من خلال استغلال الثقة، يمكن أن تتاح لـ "V-رجل" الفرصة لتلقي المعلومات في المحادثات والمواقف الخاصة، وإذا لزم الأمر، تسجيلها أو تصويرها.
غالبًا ما يتصرف V-رجل في منظمات متطرفة سياسيًا أو إجرامية وكذلك في بيئات يشتبه في أنها إجرامية، مثل عالم المخدرات أو الدعارة.

## أنظر أيضاً
- تجسس

## الأدب
- Anna Luise Decker (2018). Der V-Manneinsatz durch Polizei und Verfassungsschutz. Berlin: [[{{{1}}}|{{{1}}}]] [[:en:{{{1}}}|[الإنجليزية]]]. ISBN:978-3-631-76697-2.
- Jan-Hendrik Dietrich. Geheime Mitarbeiter der Nachrichtendienste., in :Jan-Hendrik Dietrich, Sven-R. Eiffler (Hrsg.): Handbuch des Rechts der Nachrichtendienste. Boorberg, Stuttgart 2017, (ردمك 978-3-415-05921-4), p. 1017–1093.
- Schleswig-Holstein: Richtlinien über die Inanspruchnahme von Informantinnen und Informanten und den Einsatz von Vertrauenspersonen (V-Personen) im Rahmen der Strafverfolgung
- [http://www.landesrecht.brandenburg.de/sixcms/detail.php?gsid=land_bb_bravors_01.c.13218.de%5Bوصلة+مكسورة%5D Brandenburg]: Inanspruchnahme von Informanten, Einsatz von V-Personen und Verdeckten Ermittlern. Gemeinsamer Runderlass des Ministeriums der Justiz (4110 – III. 15) und des Ministeriums des Innern (IV/2 - 2701) vom 21. Februar 1994
- Klaus Detter (PDF; 118 kB): Einige Gedanken zu audiovisueller Vernehmung, V-Mann in der Hauptverhandlung und der Entscheidung des Bundesgerichtshofs in der Sache El Motassadeq
- Volker Krey (PDF; 127 kB): Kriminalitätsbekämpfung um jeden Preis? – Zur kontinuierlichen Ausweitung des Bereichs verdeckter Ermittlungen.

## المذكرات و المراجع
1. ↑  BVerfG, Urteil vom 20. April 2016 - BvR 966/09, 1 BvR 1140/09 Rdnr. 160 نسخة محفوظة 2024-05-14 على موقع واي باك مشين.

## روابط خارجية
- | ضبط استنادي: وطنية | - الملف الاستنادي المتكامِل (GND) |
- المعلومات في كثير من الأحيان غير ذات صلة. مقابلة مع نيونازي-أوستيغشيلفر فابيان ويشمان، قناة إن تي في ، مارس 2012
- قصة V-Mann-Land Die في Ersten، 20. أبريل 2015، على يوتيوب
- بيتينا وينسمان: Kafkaeske Verdächtigungen und Pimp my Überwachungsgrund . تيليبوليس، أكتوبر 2009.